# 齊藤正人
齊藤 正人（さいとう まさと、1971年 - ）は、日本の土木工学者。埼玉大学理工学研究科教授。
専門は耐震工学、地震工学、構造動力学、地震防災工学。構造物の地震応答評価と地震レジリエント工学を研究。具体的には、大型基礎・杭基礎の動的相互作用、スマートストラクチャー、耐震設計法、レジリエント構造、免震システムなどについての研究を行っている。

## 略歴
- 1994年 埼玉大学工学部建設工学科卒業
- 1996年 埼玉大学大学院理工学研究科博士前期課程修了
- 1996年 （財）鉄道総合技術研究所研究員
- 2001年 博士（工学）（埼玉大学）
- 2001年 埼玉大学工学部助手
- 2005年 埼玉大学工学部助教授
- 2014年 埼玉大学理工学研究科教授

## 受賞歴
- 1997年 土木学会年次学術講演会優秀講演者表彰
- 1999年 土木学会年次学術講演会優秀講演者表彰
- 2004年 2003年度「土と基礎」年間優秀賞